# Голиард
Голиард (също така вагант) е средновековен странстващ поет, най-често от средите на духовенството или студентите във Франция, Германия, Англия и Италия.
В продължение на 3 века – XII, XIII и XIV, те създават много творби, основно поезия, които са саркастични, иронични и провокативни от гледна точка на тогавашния морал и религиозни догми.
Основните мотиви в творчеството им са преходността на земните страсти и желания и лицемерието на светската и църковна власт. Голиардите и вагантите могат да се разглеждат като средновековни хипита, които се наслаждават на плътските удоволствия, прекланят се пред природата и водят скитнически безделен живот по пътищата на Европа.
Повечето от текстовете им са на латински език и от тях лъха на еретизъм и бунт. Те имат за еталон древната литература и митология, с което демонстрират интелектуално превъзходство и аристократизъм.